# Nicteri de Ja
El nicteri de Ja (Nycteris major) és una espècie de ratpenat de la família dels nictèrids que es troba a Benín, Libèria, Costa d'Ivori, el Camerun, la República del Congo, Zaire i el Gabon.